# Раттенберг (Тироль)
Раттенберг (нем. Rattenberg) — город в Австрии на берегу реки Инн, в федеральной земле Тироль.
Входит в состав округа Куфштайн. Площадь города составляет 0,11 км², население — 448 человек (1 января 2021), плотность населения — 3949 чел./км². Официальный код — 70521.

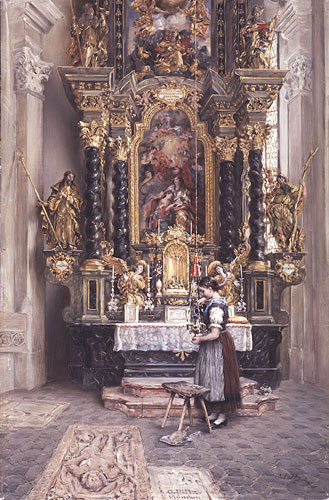
Раттенберг

## История
Впервые упоминается в 1254 г., а в 1393 г. получает статус города. В 1385 г. в Раттенберге был основан монастырь августинов (в 1971 г. был преобразован в музей). В 1473 г. начато строительство приходской церкви (закончена в 1506 г.)
В прилежащих горах с XV в. велась добыча серебра. К XIX в. добыча перестала быть рентабельной, город стал приходить в запустение. В XIX в., когда добыча была окончательно прекращена, в город пришли стеклодувы из соседнего Крамзаха. На нынешний момент производство и продажа декоративного стекла является для Раттенберга главным источником дохода.
Самая старая из существующих сегодня в Раттенберге кондитерских ведет свою историю с 1772 г.

## Население
| Год  | Численность |
| ---- | ----------- |
| 1869 | 679         |
| 1889 | 727         |
| 1890 | 737         |
| 1900 | 752         |
| 1910 | 711         |
| 1923 | 701         |
| 1934 | 742         |
| 1939 | 676         |
| 1951 | 879         |
| 1961 | 745         |
| 1971 | 652         |
| 1981 | 590         |
| 1991 | 526         |
| 2001 | 436         |
| 2011 | 409         |
| 2021 | 448         |

## Политическая ситуация
Бургомистр коммуны — Франц Вурценрайнер по результатам выборов 2004 года.